# Oxeye Game Studio
Oxeye Game Studio AB är en svensk indiestudio med inriktning på datorspel. Studion var ursprungligen baserad i Lund men tycks ha flyttat till Stockholm.

## Historia
Studion grundades av de dåvarande studenterna Daniel Brynolf, Pontus Hammarberg och Jens Bergensten(känd som huvudutvecklare av Minecraft). Deras första spel Harvest: Massive Encounter blev känt då det placerade sig på en andra plats på Swedish Game Awards 2007. Deras andra spel, Cobalt gavs ut av Mojang.